# Eldred Jonas
Eldred Jonas es un personaje ficticio de la novela escrita por Stephen King llamada "La Torre Oscura". 
Aparece como líder de los Cazadores del Gran Ataúd y ayudante del sheriff de Hambry, una ciudad perteneciente a la Baronía de Mejis. Eldred Jonas es en realidad un mercenario a las órdenes de John Farson, y más tarde confesará que nunca compartió las visiones del Hombre Bueno de un mundo libre, sino que se une a él por su eterno rencor hacia la afiliación.
Más adelante se descubre que este odio se debe a que en su juventud fue un aprendiz de pistolero que, debido a su afición por el alcohol y las mujeres, no superó su prueba de hombría (de la cual aún conserva una leve cojera en su pierna izquierda) y fue desterrado al Oeste como un proscrito exiliado de la casa de su padre. 
Es asesinado con un disparo en la frente por Roland Deschain, quien le llama gusano por olvidar el rostro de su padre.
- Datos: Q5354137